# Tropidacris
A Tropidacris a rovarok (Insecta) osztályának egyenesszárnyúak (Orthoptera) rendjébe, ezen belül a Romaleidae családjába tartozó nem.

## Tudnivalók
A Tropidacris-fajok Közép- és Dél-Amerika lakói. Ez a rovarnem tartalmazza a Föld néhány legnagyobb méretű sáskáját; ezek a rovarok elérhetik a 12 centiméteres hosszúságot és a 23 centiméteres szárnyfesztávolságot.

## Rendszerezés
A nembe az alábbi 3 faj tartozik (meglehet, hogy a lista hiányos):
- óriás karéjos sáska (Tropidacris collaris) (Stoll, 1813)
- Tropidacris cristata (Linnaeus, 1758)
- Tropidacris descampsi Carbonell, 1986

## Fordítás
- Ez a szócikk részben vagy egészben  a   Tropidacris című angol Wikipédia-szócikk ezen változatának fordításán alapul.  Az eredeti cikk szerkesztőit annak laptörténete sorolja fel. Ez a jelzés csupán a megfogalmazás eredetét és a szerzői jogokat jelzi, nem szolgál a cikkben szereplő információk forrásmegjelöléseként.